# جمعية النهضة النسائية الخيرية
```

```

جمعية النهضة النسائية الخيرية، هي جمعية غير ربحية تأسست بمدينة الرياض، في عام 1382هـ/1962م على يد عفت الثنيان زوجة الملك فيصل، وعلى يد نخبة من السيدات السعوديات، وتهدف إلى تمكين المرأة اقتصادياً واجتماعياً من خلال الدعم المادي والتدريب وخدمات التوظيف.

## مؤسسات الجمعية
- عفت الثنيان، الرئيسة الفخرية للنهضة زوجة الملك فيصل بن عبدالعزيز آل سعود.
- سارة الفيصل بن عبد العزيز آل سعود.
- لطيفة الفيصل بن عبد العزيز آل سعود
- سميرة خاشقجي
- السيدة مظفر أدهم

## أهداف الجمعية
- تنمية قدرات المرأة السعودية ورفع مستواها دينيًا واجتماعيًا وثقافيًا وصحيًا كجزء من خدمة المجتمع السعودي.
- تقديم رعاية الأمومة والطفولة وإنشاء مراكز الخدمة الاجتماعية ودور الحضانة.
- الإسهام الفاعل في تحقيق أهداف التنمية الوطنية من خلال تنظيم النشاط الخيري والاجتماعي والتطوعي للمرأة السعودية.
- عقد الندوات الدينية وتنظيم الدراسات الثقافية على مختلف المستويات.
- نشر الوعي الصحي من خلال المنشورات وإنشاء المستوصفات الطبية وتقديم الدواء والغذاء للمرضى، وتقديم المساعدات الأساسية للمستشفيات والمرضى المحتاجين.
- رفع المعناة عن الفقراء والمحتاجين من خلال تقديم المساعدات العينية وتمليك المنازل وترميمها وفرشها.[3]

## بدايات الجمعية
كان يُطلق عليها في بداية الأمر «نادي فتاة الجزيرة»، حيث كان تتألف من بيتٍ صغير ذو 6 غرف، حيث انحصر اهتمامها في تعليم الأميات القراءة والكتابة، وتقديم المساعدات المادية والعينية للعائلات الفقيرة، ثم عُدل اسمها إلى «جمعية النهضة السعودية» واستمر نشاطها الاجتماعي الخاص على برامج محو الأمية، كما قامت العضوات والمؤسسات للجمعية بما يشبه المسح الاجتماعي للوقوف على نوعية الخدمات الاجتماعية والأسرية.

## إنجازات الجمعية
تعد الجمعية من أقوى وأقدم الجمعيات الخيرية في المملكة، حيث تصدرت في الرياض المركز الأول بين الجمعيات الخيرية في المملكة من حيث تاريخ التأسيس وبفضل تاريخها الطويل في مجال التنمية الاجتماعية وتقديم الخدمات أصبحت تتبوأ موقعاً استراتيجياً أهّلها لتكون قوة رائدة في مجال التنمية الاجتماعية باتجاهاتها الجديدة في المملكة العربية السعودية، كما ساهمت منذ تأسيسها عام 1382هـ الموافق 1962م مساهمة كبيرة في تحقيق الأهداف التنموية الشاملة، حيث كان لها دور ريادي في استحداث الكثير من البرامج والمشروعات التي تواكب احتياجات المجتمع المتغيرة والملـحة مع مرور الوقت فكانت السابقة إلى:
- المبادرة في إنشاء مركز ثقافي اجتماعي بمسمى «نادي فتيات الجزيرة» لخدمة فتيات وسيدات المجتمع وذلك بتنظيم دروس مختلفة من البرامج التعليمية والتربوية والارشادية والترفيهية الهادفة.
- الريادة في مجال مكافحة أمية السيدات السعوديات ولمدة سنوات طويلة.
- التميز في تنظيم دروس في اللغة العربية واللغة الإنجليزية والفرنسية والآلة الكاتبة
- تأسيس أول مكتبة نسائية في الرياض عام 1397/1398هـ الموافق 1978م
- المبادرة بتقديم دراسة وافية عن تدريب أول مجموعة من معلمات الكفيفات على طريقة برايل في القراءة والكتابة.
- المبادرة في تأسيس دار الحضانة الايوائية.
- الريادة في تبني الجمعية مشروع التدريب المهني والتأهيل لذوات الاحتياجات الخاصة.
- الريادة في إنشاء فصول دراسية بحي الفيصلية لتعليم الصغيرات للمراحل التعليمية من الصف الأول الابتدائي وحتى الثالث الابتدائي.
- النهوض بحي الفيصلية من بناء البنية التحتية إلى نشر الوعي الثقافي والصحي والاجتماعي.
- التميز بتأسيس شقق للطوارئ السكنية لإيواء بعض الأسر لتعرضهم لظروف اقتصادية أو اجتماعية أو صحية أو قانونية أو طارئة محولين من جهات رسمية لحل مشكلاتهم وتذليل الصعوبات التي تواجههم.
- تأسيس مدارس النهضة لمتلازمة داون عام 1407هـ الموافق 1987 م لتقديم الخدمات التربوية والتعليمية والتأهيلية للأطفال ذوي متلازمـة داون من عمر الميلاد وحتى عمر الإحـدى والعشرين سنة ودعم ونشر الوعي الصحي والثقافي والتأهيل المهني.
- المبادرة في إنشاء مركز متخصص في حفظ التراث السعودي وتأصيله عام 1415هـ الموافق 1995م، للمحافظة على اصالة التراث السعودي واحياءه في الملابس والحلي ومختلف الإنتاج اليدوي والصناعي التقليدي الأصيل.
- المبادرة في حفظ وتدوين 5000 قطعة تراثية تمهيداً لإنشاء متحف دائم ما بين اثواب ومجوهرات وابواب تقليدية اصيلة.

## مجلس الإدارة
- رئيسة الجمعية: الأميرة سارة الفيصل بن عبد العزيز آل سعود
- نائبة الرئيسة: السيدة فوزية عبد الرحمن الراشد
- الأمينة العامة: الأميرة موضي بنت خالد بن عبد العزيز آل سعود

عضوات مجلس الإدارة:
- الأميرة نوف بنت فيصل بن تركي آل سعود
- السيدة حصة عبد الله الزامل
- السيدة حصة صالح الشعيبي
- السيدة عبير عبد المحسن بن سعيد
- السيدة نوال محمد بابقي
- السيدة نجلاء إبراهيم السلطان
- السيدة فاطمة عبد الرحمن الموسى
- السيدة فوزية راشد الرويشد
- الأستاذة رشا خالد التركي - المديرة التنفيذية

## مشاركة الجمعية في ذكرى المؤسس
شاركت الجمعية في ذكرى المؤسس من خلال إقامة ستة معارض في احتفالية واحدة من خلال ما يلي:
- بحثا عنك عبد العزيز وهو الفيلم الذي جسدتهُ كل من الفنانة سارة بنت ماجد بن عبد العزيز، والفنانة مها بنت محمد الفيصل كاتبة السيناريو، والتي تمارس دوراً دوراً ثقافياً في جمعية النهضة النسائية.
- معرض الأزياء التراثية الذي احتوى على أكثر من 31 ثوباً تقليدياً وهو يمثل مجموعة المهضة للأثواب والحلى التراثية القديمة التي يزيد عددها عن الألفي قطعة، وهي تمثل مناطق المملكة وتعكس المستوى الاجتماعي والمنطقة والقبيلة التي ينتمي إليها كل فرد في ذلك الوقت.
- معرض أبواب نجد وهو عبارة عن عرض لأربعة وعشرين باباً من مجموعة النهضة للأبواب السعودية القديمة، ويبلغ عددها تسعون باباً من مناطق المملكة.
- معرض الختم حنل نماذج مختلفة من أختام الملك عبدالعزيز والتي تحمل ضخامة المسؤولية
- معرض صور المهندس كارل توتيشيل الذي قدم إلى المملكة عام 1931هـ/1349م، باحثاً عن مصادر المياه، وقد ترك مجموعة من اللوحات عن الواقع السعودي في تلك الأيام
- المجموعة التراثية المعرض الذي يعتبر من أكبر مجموعات التراث السعودي المتمثل في الآف القطع من الحلى والأثواب والمنسوجات الممهورة بتوقيع المبدعين من جميع المناطق، وقد تم توثيق هذه المجموعة وإرسال بعضها إلى المراكز المتخصصة في الولايات المتحدة لمعالجة التلف الذي أصاب بعضها.[5]